# Staatsvorm
Staten kan men onderscheiden naar staatsvorm. Hoewel het woord 'staatsvorm' ook wel wordt gebruikt voor regeringsvorm, wordt de staatsvorm meestal in twee dimensies gedefinieerd: enerzijds volgens het aantal soevereine bestuurslagen, anderzijds volgens de mate waarin het bestuur is ge(de)centraliseerd.

De volgende staatsvormen combineren die 2 dimensies:
- gecentraliseerde eenheidsstaat
- gedecentraliseerde eenheidsstaat
- geregionaliseerde eenheidsstaat
- gecentraliseerde federatie
- gedecentraliseerde federatie
- gecentraliseerde confederatie
- gedecentraliseerde confederatie

Echter of de confederatie hier wel toe behoort is onduidelijk. Men kan stellen dat een confederatie geen staat maar een (ver)bond tussen staten is.

## Staatsvorm en regeringsvorm
De termen staatsvorm en regeringsvorm worden soms door elkaar gebruikt. Het is echter mogelijk tussen beide een onderscheid te maken. Met staatsvorm wordt gedoeld op de verdeling van bevoegdheden over overheidsverbanden. In de Nederlandse situatie gaat het bijvoorbeeld over de verdeling van bevoegdheden over 1. Koninkrijk der Nederlanden (Nederland, Aruba, Curaçao, Sint Maarten), 2. het land (Nederland), 3. het supranationale verband van de Europese Unie en 4. de vele gedecentraliseerde overheidsverbanden zoals provincies, gemeenten en waterschappen. Daarbij kan Nederland dan aangemerkt worden als een gedecentraliseerde eenheidsstaat.
Wanneer men spreekt over de regeringsvorm, doelt men op de betrekkingen tussen de ambten binnen één en hetzelfde overheidsverband. In die zin kan men onderscheid maken tussen de regeringsvorm op Koninkrijksniveau, op landelijk niveau, op Europees niveau en op decentraal (bijvoorbeeld gemeentelijk) niveau. Nederland zou qua regeringsvorm op Koninkrijksniveau en landelijk niveau kunnen worden omschreven als een 'constitutionele monarchie met een parlementair stelsel'. 
In sommige omschrijvingen worden zowel staats- als regeringsvorm beschreven:
- Federale republiek, zoals de Verenigde Staten:

"Federaal" duidt in deze omschrijving op de staatsvorm van de Verenigde Staten, republiek op de regeringsvorm op federaal niveau.
- Federale monarchie, zoals België:

Ook hier beschrijft "federaal" de staatsvorm, terwijl monarchie iets zegt over de regeringsvorm op federaal niveau. Om die regeringsvorm wat betreft België vollediger te omschrijven zouden daaraan toegevoegd moeten worden dat het hier gaat om een constitutionele monarchie en een parlementaire democratie.